# Обитель дьявола
«Обитель дьявола» (англ. Bells of Innocence, другое название — «Техасский дьявол») — фильм 2003 года.

## Сюжет
Группа миссионеров отправляется в экспедицию с целью распространения христианства. Однажды их заносит в небольшой городок Серес. Неожиданно для себя они замечают, что местные жители ведут себя очень странно, средства связи с внешним миром не работают и выбраться из города невозможно. Единственный житель, встретивший их радушно — Мэттью — уверяет, что он ангел Божий, этот городок — прибежище Сатаны, и они попали сюда не случайно. Перед миссионерами встает не такая уж простая задача — не только словами, но и мыслями и чувствами доказать, что они готовы умереть за своего бога…

## В ролях
- Чак Норрис — Мэттью
- Майк Норрис — Джакс Джонэс
- Кэри Скотт — Орен Эмис
- Дэвид Уайт — Конрад Чемплэйн
- Скарлетт Маккалистер — Диана